# デュズジェ県
デュズジェ県(デュズジェけん、トルコ語: Düzce ili)は、北西トルコ、黒海海岸に面する黒海地方の県。イスタンブール～アンカラの主な幹線道路の途中に位置している。主な町はデュズジェ。ギリシャ時代の跡が多く残っている。
1999年の11月、イズミットで起きたトルコ北西部地震の後、デュズジェはボル県から切り離されて県になった。
トルコの中ではそれぞれ異なった多くの民族が住んでいるために「トルコの国連」と呼ばれ、トルコ人、サーカシア人、アブハジア人、ジョージア人、ラズ人、ロマ、バルカンの人々、イタリア人、クルド人、ザザ人などがすんでいる。
アクチャコジャの近辺にはジェノバの城の遺跡が残っている。

## 人口
- 2009年12月31日：33万5156人
- 2011年12月31日：34万2146人
- 2013年12月31日：35万1509人
- 2015年12月31日：36万388人[2]

## 隣接県
- 北：黒海
- 東：ゾングルダク県
- 南：ボル県
- 西：サカリヤ県

## 下位自治体
- デュズジェ（Düzce）
- アクチャコジャ（Akçakoca）
- ジュマイェリ（Cumayeri）
- チリムリ（Çilimli）
- キョルヤカ（Gölyaka）
- ギュミュショヴァ（Gümüşova）
- カイナシュル（Kaynaşlı）
- ユウルジャ（Yığılca）